# Michael Shaara
Michael Shaara (ur. 23 czerwca 1928 w Jersey City, zm. 5 maja 1988) – amerykański pisarz fantastyki naukowej i dramatu historycznego.
Był synem włoskich imigrantów. Ukończył studia na Rutgers University. Później wykładał język angielski, literaturę i kreatywne pisanie na Florida State University. W 1975 otrzymał Nagrodę Pulitzera w kategorii fikcja za powieść The Killer Angels.
Jego synem jest pisarz Jeff Shaara.

## Twórczość
- Orphans of the Void (1952)
- All the Way Back (1952)
- Grenville's Planet (1952)
- Be Fruitful and Multiply (1952)
- Soldier Boy (1953)
- The Book (1953)
- The Sling and the Stone (1954)
- Wainer (1954)
- Time Payment (1954)
- The Holes (1954)
- Beast in the House (1954)
- The Vanisher (1954)
- Come to My Party (1956)
- Man of Distinction (1956)
- Conquest Over Time (1956)
- 2066: Election Day (1956)
- Four-Billion Dollar Door (1956)
- Death of a Hunter (1957)
- The Peeping Tom Patrol (1958)
- The Lovely House (1958)
- Citizen Jell (1959)
- The Broken Place (1968)
- Opening Up Slowly (1973)
- The Killer Angels (1974)
- Border Incident (1976)
- The Noah Conspiracy (1981)
- The Herald (1981)
- Soldier Boy (1982) (tomik opowiadań)
- Starface (1982)
- The Dark Angel (1982)
- Author's Afterword (1982)
- Introduction (Soldier Boy) (1982)
- Author's Afterword (Soldier Boy) (1982)
- For Love of the Game (1991) (wyd.pośmiertne)